# Inspektorat Graniczny Straży Celnej „Chojnice”

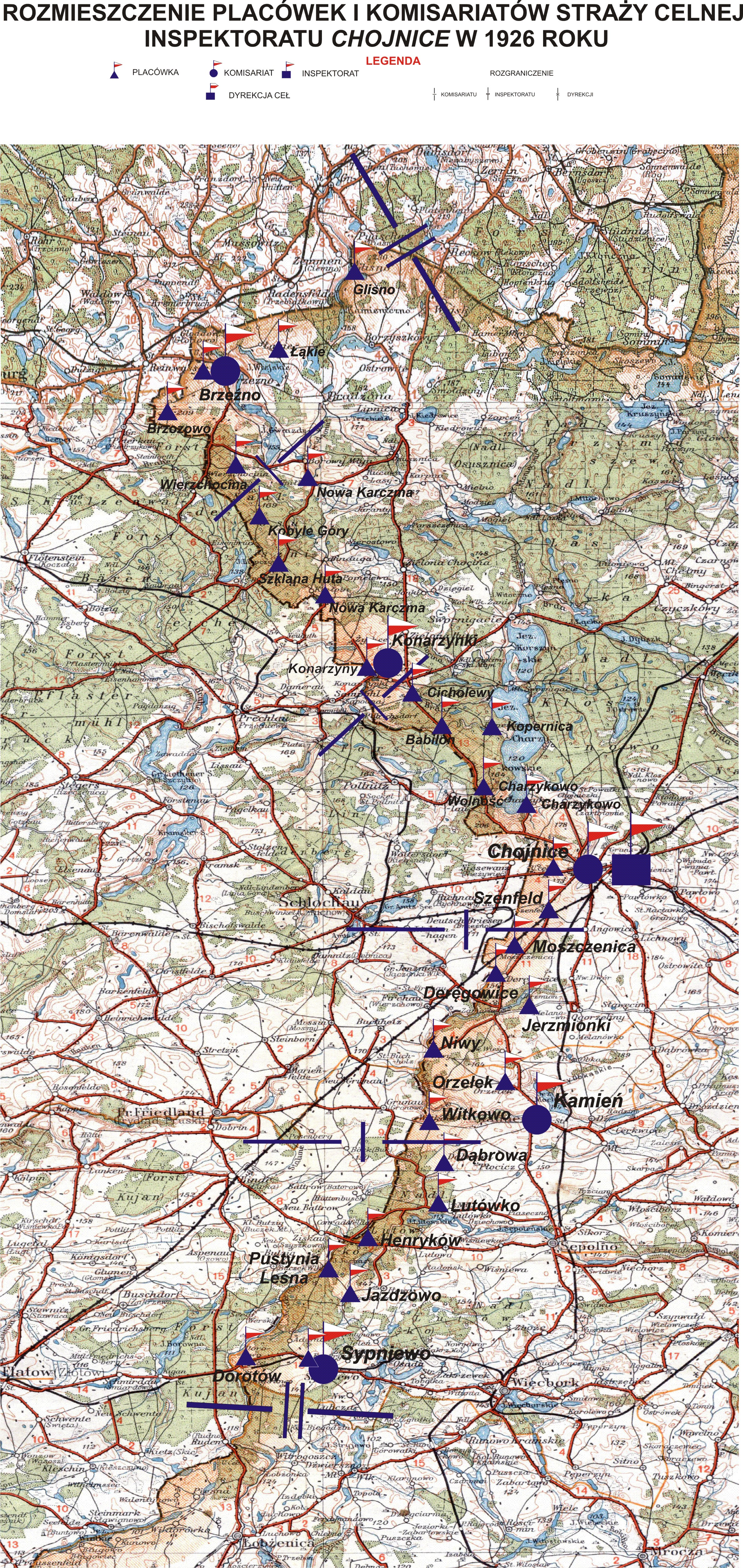
Rozmieszczenie komisariatów i placówek Straży Celnej Inspektoratu „Chojnice”

Inspektorat Straży Celnej „Chojnice” – jednostka organizacyjna Straży Celnej pełniąca służbę ochronną na granicy polsko-niemieckiej w latach 1921–1928.

## Geneza
Już w 1918 roku powstające państwo polskie zaczęło tworzyć wyspecjalizowane formacje przeznaczone do ochrony granic Rzeczypospolitej.  W kwietniu 1920 roku w Chojnicach stacjonował II dywizjon i 6 szwadron 4 pułku Strzelców Granicznych. W kolejnych latach inne formacje ochraniały granice w tym rejonie. W 1921 roku w Chojnicach rozmieściło się dowództwo 20 batalionu celnego.

## Formowanie i zmiany organizacyjne
Na wniosek Ministerstwa Skarbu, uchwałą z 10 marca 1920 roku, powołano do życia Straż Celną. Jednostki Straży Celnej rozpoczęły przejmowanie odcinków granicy od pododdziałów Batalionów Celnych. Proces tworzenia Straży Celnej trwał do końca 1922 roku. Inspektorat Straży Celnej „Chojnice”, wraz ze swoimi komisariatami i placówkami granicznymi, znalazł się w podporządkowaniu Dyrekcji Ceł „Poznań”. W 1926 roku w skład inspektoratu wchodziło 5 komisariatów i 31 placówek Straży Celnej.
Rozporządzeniem ministra skarbu z 30 czerwca 1927 roku rozpoczęto reorganizację Straży Celnej. Odtąd Naczelny Inspektorat Straży Celnej podlegał bezpośrednio ministrowi skarbu, a Naczelnemu Inspektoratowi podlegały inspektoraty okręgowe. Te ostatnie przejęły kompetencje dyrekcji ceł. Inspektorat Straży Celnej „Chojnice” przemianowany został na Inspektorat Graniczny Straży Celnej „Chojnice” i wszedł w podporządkowanie Pomorskiego Inspektoratu Okręgowego Straży Celnej .

## Służba graniczna
Sąsiednie inspektoraty
- Inspektorat Straży Celnej „Kościerzyna” ⇔ Inspektorat Straży Celnej „Chodzież”

## Funkcjonariusze inspektoratu
Obsada personalna w 1927:
- kierownik inspektoratu – starszy komisarz Stanisław Domachowski
- niżsi funkcjonariusze:

starszy przodownik Piotr Skrzypczak (3223)
przodownik Władysław Kapka (2415)
starszy strażnik Andrzej Lewicki (2543)

## Struktura organizacyjna
Organizacja inspektoratu w 1926 roku:
- komenda – Chojnice
- komisariat Straży Celnej „Sypniewo”
- komisariat Straży Celnej „Kamień Pomorski”
- komisariat Straży Celnej „Chojnice”
- Komisariat Straży Celnej „Konarzynki”
- komisariat Straży Celnej „Brzeźno”